# Macrosenta longicauda
Macrosenta longicauda är en fjärilsart som beskrevs av Holland 1893. Macrosenta longicauda ingår i släktet Macrosenta och familjen tandspinnare. Inga underarter finns listade i Catalogue of Life.